# Gui (naczynie)
Gui – naczynie do przechowywania żywności używane w starożytnych Chinach, mające postać misy z szerokim otworem i dwoma uchwytami po bokach.
Pierwsze gui, początkowo ceramiczne, pojawiły się w okresie chińskiego neolitu (ok. 3000-2000 p.n.e.). Na szeroką skalę używano ich w okresie panowania dynastii Shang i we wczesnym okresie Zhou; wykonywano je wówczas z brązu. W późniejszym okresie Zhou zaprzestano ich używania w życiu codziennym i odtąd pełniły jedynie funkcje rytualne w ceremoniach funeralnych.